# Délaminage
Délamination

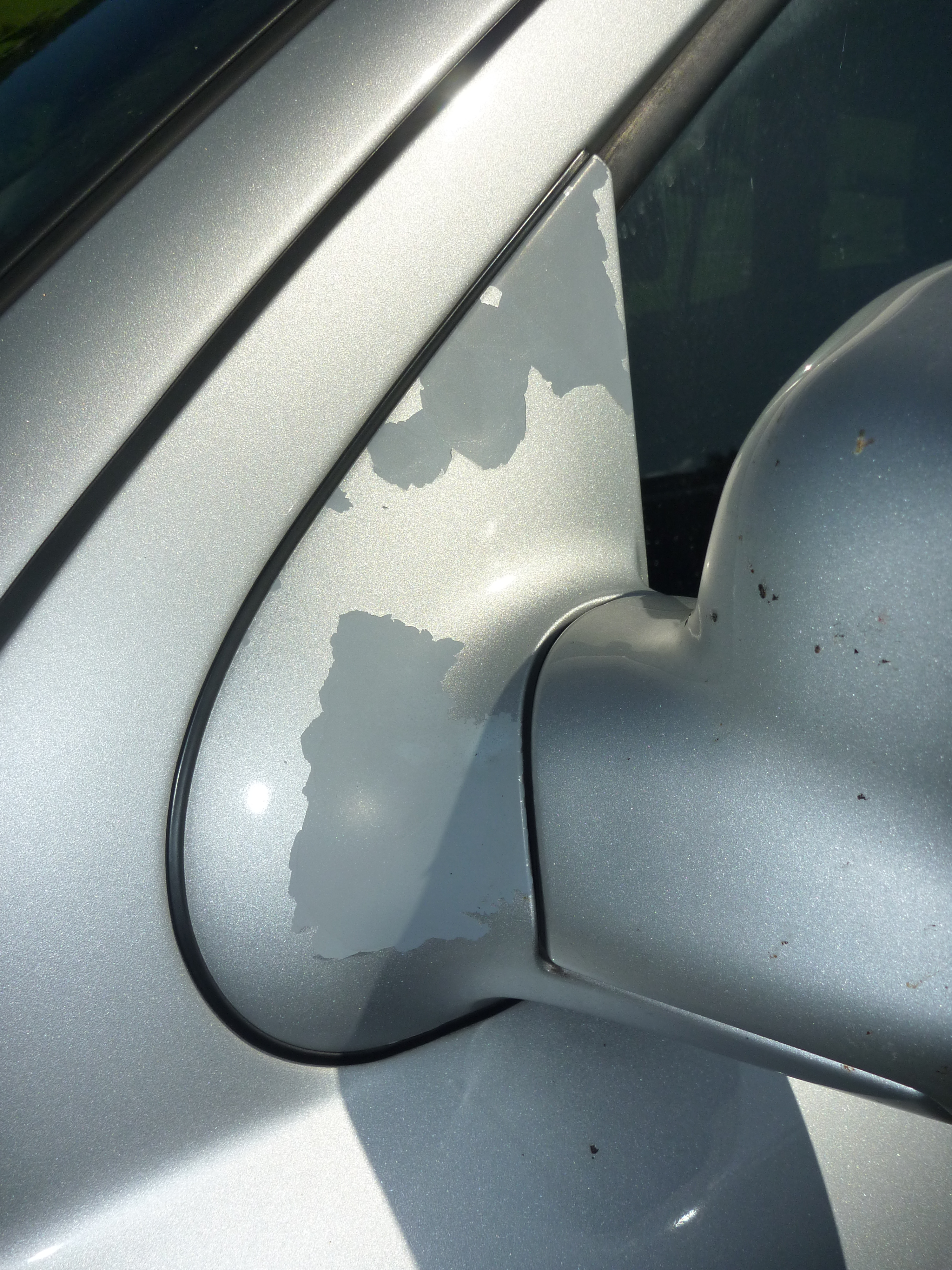
Délaminage d'une peinture de voiture.

Le délaminage, ou la délamination, est le mode de rupture caractéristique d'un matériau qui se cisaille longitudinalement dans un plan perpendiculaire à son épaisseur. Il en résulte des couches, ou des strates, disjointes qui finissent par se desquamer, ou s'écailler, sous forme de lamelles plus ou moins fines.

## Science des matériaux
En science des matériaux, le délaminage concerne les films complexes et les matériaux composites stratifiés. Dans le cas particulier des produits métallurgiques peints ou vernis, où la délamination est due à une oxydation en dessous du film organique, on parle de délamination cathodique.
C'est un phénomène de vieillissement des matériaux à prendre particulièrement en compte, pour des questions de sécurité, dans les domaines de l'emballage alimentaire et de la construction navale et aéronautique utilisant des structures complexes à base de résines et carbone. La survenue d'un délaminage peut être involontairement hâtée lors d'impacts sur le matériau, ou en cas de perçage, par exemple en aéronautique.
Dans les procédés d'emballage et de conditionnement agro-alimentaire, on parle également de pelage.
Il est possible de vérifier l'absence de délaminage de certains produits ou soudures (en sidérurgie par exemple) par des contrôles non destructifs utilisant les ultra-sons.
Les systèmes de contrôle non destructif par dépression externe[Lesquels ?] ont tendance à forcer sur les soudures et à amorcer le pelage des films.
En génie civil, dans la construction, la délamination du béton peut survenir pour diverses raisons, comme les chocs thermiques. Elle peut se détecter par essai au marteau (son plein ou non) et par carottage (carottes saucissonnées en disques).

## Sciences de la Terre
En géodynamique, la délamination est la perte de la partie la plus basse de la lithosphère lorsqu'elle se détache de la plaque tectonique à laquelle elle était attachée.